# KDrive
KDrive（ケードライブ）はキングソフトにより2011年から2014年まで提供されていた、オンラインストレージサービスである。30GBの容量までが無料で、利用にはメールアドレスの登録が必要。友だち招待、Androidアプリのインストール、ログイン後のチェックインなどで、最大50GBまで無料容量を拡大することができた。有料版は30GB、50GB、100GBのプランがあった。

## 概要
ウェブブラウザ上で利用する「KDriveオンラインサービス」にてオフィス文書や画像等ファイルのアップロード・閲覧ができる。相手のメールアドレスを指定することで、KDriveユーザー同士でのファイル共有も可能。また専用の「KDriveクライアントソフト」をインストールすることでPC上に仮想ドライブの「KDrive」が作成され、この仮想ドライブはオンラインサービスと自動的に同期するため、特別な作業をすることなくオンライン上にバックアップファイルを作成できる。
最大50GB無料の個人向けオンラインストレージサービス「KDrive」は、2014年2月28日（金）に無料版、2014年8月29日（金）に有料版のサービスがそれぞれ終了した。

## 特長
ファイルを同期する場所は、パソコンに（仮想）ドライブとして表示される。ドライブ単位で同期ファイルを管理できるため、初心者も迷うことなく利用できる 。キングソフト社製のオフィススイート「Kingsoft Office  2012 Standard」で作成したオフィス文書を仮想ドライブ「KDrive」に直接保存する機能もあり、Kingsoft Office 2012 Standardに「KDriveクライアントソフト」が同梱されたバージョンもあった。また「Microsoft Office 2007」以降で作成された文書もKDriveへの直接保存が可能。
KINGSOFT Office 2012で作成したオフィス文書の閲覧とKDrive機能が一体となったアンドロイド端末向けの「KDrive for Android」、iPad向けの「KDrive for iPad」、iPhone向けの「KDrive for iPhone」も公開されていた。
この他、キングソフト社では、KDriveの派生サービスとして、法人向けの利用に特化した、「KDrive for Business」も提供していた。

## 動作環境
Windows XP／Vista／7
拡張子がjpg／jpeg／png／bmp／gif／htm／html／txt／csv／wps／doc／et／xls／dps／pptの各ファイルの閲覧に対応している
「KDrive for iPad」はオンライン閲覧機能を使い、jpg、jpeg、png、bmp、gif、pdf、htm、html、mht、txt、log、wps、wpt、doc、dot、et、ett、xls、xlt、dps、dpt、ppt、pot、key、numbers、pages、rtfdのファイルを閲覧が可能（ファイルはローカルへのダウンロード不要）
Android 端末向けのオンラインストレージ専用アプリ「KDrive for Android」の対応OSは、Android 2.1 / 2.2 / 2.3 / 3.0